# Tomàs Espresate i Pons
Tomàs Espresate i Pons (Portbou, 14 d'agost de 1904 – Ciutat de Mèxic, 1994) fou un editor i polític català, mort a l'exili. Pare de Quico, Jordi i Neus Espresate i Xirau.

## Orígens
Fill d'un dependent de comerç de Portbou, va fer-se agent de Duanes i va aconseguir destí primer a Portbou i després a Canfranc (Jacetània), on el 1931 va fundar la secció d'oficis diversos de la UGT i la secció local del PSOE, partit amb el qual fou escollit regidor a l'ajuntament de Canfranc a les eleccions municipals espanyoles de 1933.

## Els anys de la guerra
En esclatar la guerra civil espanyola el juliol de 1936 va fugir cap a Barcelona, des d'on organitzà un grup de militants del Front Popular amb els quals marxaren a través del Pirineu fins a Boltaña per tal de recuperar Canfranc. Alhora va participar activament en l'assemblea de Barbastre el 7 de desembre de 1936 per a la reconstrucció del PSOE a la província d'Osca. Com a president del Front Popular a Aragó, va estar molt involucrat en els esdeveniments que van acabar amb l'existència del Consell d'Aragó l'estiu de 1937. El gener de 1938 el PSOE d'Osca va proposar el seu nomenament com a governador civil d'Aragó però no fou acceptat. Fou comissari polític de batalló a la Divisió 44, arribant a comissari de divisió. Després va passar a les ordres d'Enrique Líster i es va mantenir fidel al govern de Juan Negrín fins al final de la guerra.

## L'exili
En acabar la guerra civil el 1939 va marxar a l'exili. D'antuvi anà a París, on fou funcionari del Servei d'Evacuació de Refugiats Espanyols. Quan les tropes del Tercer Reich ocuparen París el setembre de 1940 marxà amb la seva esposa cap a Marsella, d'on el 1942 marxà cap a Mèxic a bord del vaixell Nyassa, i un com a Ciutat de Mèxic treballà per a empreses fundades pel Comitè Tècnic d'Ajuda als Refugiats Espanyols. El 1944 va fundar la se va pròpia emprea, «Comercial Espresate», dedicada a l'exportació de teixit mexicà a Amèrica Central i Amèrica del Sud. Des de 1946, però, es dedicà pel món editorial, fundant amb Enrique Naval Crédito Editorial. Durant aquells anys va pertànyer al Cercle Jaime Vera i a l'Agrupació de Socialistes Espanyols a Mèxic, de la qual fou tresorer en 1952 i vocal en 1956. El 1956 es va reintegrar al corrent majoritari de l'Agrupació Socialista del PSOE a Mèxic.
El 1948 fundaria la Libreria Madero, transformada el 1951 en Imprenta Madero. El 1960 va fundar l'Ediciones Era juntament amb Vicente Rojo, José Hernández Azorín i els seus fills Neus, Jordi i Francisco Espresate, aleshores membres de les Joventuts Socialistes Unificades. En 1973 formava part del PSOE-històric, però després es va reintegrar al corrent dirigit per Felipe González. Va formar part del Consell Espanyol de la Pau i el 1981 va tornar a Catalunya per visitar Portbou. Després va tornar a Mèxic, on va morir en 1994.

## Obres
- Las guerras del avi. Recuerdos (1904-1994)  (2012), memòries editades pels seus fills Jordi i Neus.